# 버지니아 휴스턴
버지니아 휴스턴(Virginia Huston, 1925년 4월 24일 ~ 1981년 2월 28일)은 미국의 배우, 영화배우이다.
샌타모니카에서 사망하였다.

## 영화
- 스파이 소동 (1954년)
- 서든 피어 (1952년)
- 타잔 - 렉스 바커 편 3 (1951년)
- 과거로부터 (1947년)